# 維農·德沃夏克
維農·弗朗西斯·德沃夏克（英語：Vernon Francis Dvorak，1922年11月15日—2022年9月19日）是一位已故的美國氣象學家。他在加州大学洛杉矶分校学习气象学，并于1966年撰写了他的硕士论文《加利福尼亚以西副热带海域逆温云状态的调查》。他過往在美國國家海洋及大氣管理局（NOAA）轄下的國家環境衛星、數據與信息服務中心（National Environmental Satellite, Data, and Information Service）工作，透過衛星雲圖分析熱帶氣旋強度。晚年居於美國加州的奧哈伊（Ojai）。